# High Art
High Art ist ein kanadisch-US-amerikanischer Film von Regisseurin Lisa Cholodenko aus dem Jahr 1998.

## Handlung
Syd ist eine junge Redakteurin bei der Kunstzeitschrift Frame. Als sie wegen eines Wasserschadens  bei den Nachbarn klopft lernt sie Lucy kennen. Syd versucht, den Wasserschaden zu reparieren und bemerkt Lucys Fotografien. Von ihrer Arbeit begeistert, will sie ihre Bilder in Frame veröffentlichen. Es stellt sich heraus, dass Lucy niemand geringerer als Lucy Berliner ist, eine bekannte Künstlerin, die dem Kunstmarkt vor zehn Jahren den Rücken gekehrt hat. Syd bringt Lucy dazu, für den Titel der Zeitschrift eine neue Serie aufzunehmen. Lucy und Syd fahren gemeinsam aufs Land, wo Syd Lucys Geliebte wird. Lucy macht einige Aufnahmen von Syd, auf einer mit dem Selbstauslöser gemachten Fotografie sind sie gemeinsam zu sehen.
Lucy lebt mit Greta zusammen, einer deutschen Schauspielerin, deren beste Tage längst hinter ihr liegen. Als Lucy und Syd beginnen, sich ineinander zu verlieben, verstärken sich die Spannungen zwischen Lucy und Greta. Zudem sind beide heroinabhängig, Lucy will sich aber nach der Trennung von Greta von ihrer Sucht kurieren. Es kommt anders: In der letzten Nacht mit Greta stirbt Lucy an einer Überdosis.
Syd weiß noch nichts von Lucys Tod, als sie in der Redaktion die Auswahl der Fotos für die nächste Ausgabe bespricht. Sie legt zunächst ältere Fotos mit Greta vor, die allerdings als platt bezeichnet werden. Erst dann rückt sie zögernd mit den neuen Fotos von Lucy heraus, die vor allem Syd selbst zeigen. Die Serie wird von der Redaktion begeistert angenommen. Das Foto, auf dem Lucy und Syd gemeinsam zu sehen sind, wird für die Titelseite verwendet. Nachdem Syd erfährt, dass Lucy gestorben ist, geht sie am Ende des Films apathisch und verzweifelt durch die Büros von Frame.
Lucys Fotoserie war ein voller Erfolg, aber das hat für sie keine Bedeutung mehr. 

## Kritiken
„Das stilistisch konsequent in eine Atmosphäre von Stillstand und drogenbedingter Betäubung getauchte Porträt einer Kunstszene unterhalb der von der Öffentlichkeit wahrgenommenen Ebene. Beschränkt auf wenige Schauplätze, schildert der Film in düsterem, mattem Licht eine von Flucht und Depression gekennzeichnete Lebensweise, verdrängt aber zum Ende hin zunehmend die Auseinandersetzung mit dem Thema Leben und Kunst.“

Der Film wurde auf www.schnitt.de unter anderem als ungewöhnlich stilvoll bezeichnet, die Bilder und die Filmmusik wurden sehr gelobt.

## Auszeichnungen
Lisa Cholodenko gewann den Preis Waldo Salt Screenwriting Award des Sundance Film Festival, den Preis des Festival des amerikanischen Films in Deauville und den Preis des Festival Internacional de Cinema do Porto. Sie wurde für einen Chlotrudis Award, den Gotham Award, den Independent Spirit Award, das Bronzene Pferd des Stockholm International Film Festival und den Preis der Semana Internacional de Cine de Valladolid nominiert.
Ally Sheedy gewann den Independent Spirit Award und den Los Angeles Film Critics Association Award. Sie wurde für den Chlotrudis Award, den Chicago Film Critics Association Award und den National Society of Film Critics Award nominiert.
Der Film gewann den GLAAD Media Award.